# Descampsina sesamiae
Descampsina sesamiae là một loài ruồi trong họ Tachinidae.